# Exkrečně-sekreční produkt
Exkrečně-sekreční produkt (zkratka ESP) je označení pro směs látek, které vylučují helminti a někteří prvoci do hostitelského organismu. Většinou se jedná o látky proteinové povahy (převážně enzymy), které pomáhají parazitu migrovat v hostiteli, jsou nezbytné při získávání živin nebo umožňují parazitu přežití v hostiteli. Na exkrečně-sekreční produkty reaguje imunitní systém hostitelského organismu tvorbou specifických protilátek. ESP má tedy antigenní vlastnosti a proto se též někdy označuje jako exkrečně-sekreční antigen. Studium ESP medicínsky či veterinárně důležitých helmintů má zásadní význam jednak z důvodu možnosti použití ESP v imunodiagnostice parazitů, jednak při vývoji vakcín proti parazitárním nemocem. 